# Vasili Dróbov
Vasili Petróvich Drobov (1885 - 1956 ), también escrito Vasiliĭ Petrovich Drobow (en ruso Василий Петрович Дробов), fue un botánico ruso.

## Honores

### Epónimos
- (Boraginaceae) Lappula drobovii (Popov) Pavlov, Lipsch. & Nevski[1]
- (Chenopodiaceae) Salsola drobovii Botsch.[2]
- (Cupressaceae) Juniperus drobovii Sumnev.[3]
- (Lamiaceae) Lagochilus drobovii Kamelin & Zuckerw.[4]
- (Leguminosae) Hedysarum drobovii Korotkova[5]
- (Poaceae) Agropyron drobovii Nevski[6]
- (Polygonaceae) Calligonum drobovii Bondarenko[7]

- La abreviatura «Drobow» se emplea para indicar a Vasili Dróbov como autoridad en la descripción y clasificación científica de los vegetales.[8]